# Villa Sara
Villa Sara es una localidad uruguaya del departamento de Treinta y Tres.

## Ubicación
La localidad se encuentra situada en la zona centro-sur del departamento de Treinta y Tres, en la cabecera sur del Puente Nuevo del río Olimar sobre la ruta 8, en la 7.ª Sección Judicial del departamento.

## Generalidades
La localidad fue fundada en 1913 por Luisa Goicochea, aunque existen datos históricos que desde 1852 era una zona poblada. Es una zona industrial de la ciudad de Treinta y Tres, con numerosas fábricas, entre ellas, de ladrillos, plantas procesadoras de arroz, laboratorios, entre otros. Mucho tiempo fue considerada como una villa separada de la ciudad mencionada, actualmente se considera como un barrio más de dicha ciudad.
El 21 de septiembre de 2009 fue elevada de la categoría de centro poblado a la categoría de pueblo.

## Población
De acuerdo al censo de 2011 la población de Villa Sara es de 1 199 habitantes.
| 152           | 635 | 635 | 972 | 1056 | 1199 |
| (Fuente: INE) |     |     |     |      |      |